# Hannah Blundell
Pour les articles homonymes, voir Blundell.
Hannah Blundell, née le 25 mai 1994 à Eastbourne, est une footballeuse internationale anglaise qui joue au poste de défenseur à Manchester United.

## Biographie
Elle participe avec la sélection anglaise à la coupe du monde des moins de 20 ans 2014 et au championnat d'Europe des moins de 19 ans 2013.
Elle remporte la Coupe d'Angleterre avec Chelsea en 2015.
Elle remporte également le Championnat d'Angleterre avec Chelsea la même année .
Le 23 juillet 2021, elle rejoint Manchester United.

## Palmarès
Chelsea Ladies
- Vainqueur du championnat d'Angleterre en 2015, 2017 et 2021
- Vainqueur de la Coupe d'Angleterre en 2015
- Finaliste de la Coupe d'Angleterre en 2016

 Manchester United
- Vainqueur de la Coupe d'Angleterre en 2024.
- Finaliste de la Coupe d'Angleterre en 2023.

### Distinctions personnelles
- Membre de l'équipe-type de FA WSL 1 en 2019.